# Литературно-мемориальный музей И. А. Бунина (Елец)
Литературно-мемориальный музей И. А. Бунина —  первый в СССР музей, посвящённый  лауреату Нобелевской премии по литературе И. А. Бунину, расположенный в городе Елец Липецкой области в доме, в котором будущий русский писатель жил во время своего обучения в Елецкой мужской гимназии. Является филиалом Елецкого краеведческого музея.
В 2003 году музей стал лауреатом конкурса-премии в сфере туризма, гостеприимства и развлечений «Родимый край 2003» в номинации «Лучший музей» за сохранение традиций русской культуры.

## История
И. А. Бунин и Елец
Одна из ярчайших страниц истории Ельца связана с тем, что именно в Ельце провёл отрочество и юность великий русский писатель Иван Алексеевич Бунин. В Государственном архиве Липецкой области хранятся документы, имеющие отношение к периоду с 1881 по 1886 годы, когда Иван Бунин учился в мужской гимназии (ныне школа № 1 имени Пришвина, который поступил в эту же гимназию на три года позже Бунина). Сохранилось прошение А. Н. Бунина от 7 августа 1881 года на имя директора гимназии о намерении дать своему сыну образование и допуске его к вступительным экзаменам: «Желая дать образование сыну моему Ивану Бунину во вверенном Вам учебном заведении, имею честь покорнейше просить распоряжения Вашего о том, чтобы он был подвергнут надлежащему испытанию и медицинскому освидетельствованию и помещен в тот класс, в который он по своим познаниям и возрасту может поступить, причем имею честь сообщить, что он приготовлялся к поступлению в первый класс и до сего времени обучался у меня дома. Желаю, чтобы сын мой, в случае принятия его в заведение, обучался в назначенных для того классах обоим новым иностранным языкам, буде окажет достаточные успехи в обязательных для всех предметах, в противном же случае одному немецкому. К сему прошению Елецкий землевладелец, коллежский регистратор Алексей Николаевич Бунин». Иван Бунин был принят в первый класс, который успешно закончил. Но постепенно интерес к учебе угас. 24 мая 1884 года педагогический совет гимназии решил оставить ученика 3-го «б» класса Ивана Бунина на второй год, а «за грубость и своеволие» педагогический совет «нашел нужным уменьшить балл по поведению Бунину Ивану с 5 на 4». 4 марта 1886 года инспектирующий доложил педагогическому совету, что «ученик 4-го класса Бунин Иван до сих пор не явился из рождественского отпуска и не внес установленной платы за учение». Педагогический совет определил: «ученика Бунина на основании параграфа 30 Устава гимназии уволить из гимназии».
Мемориальный дом
В Ельце известно несколько мест, в которых жил гимназист Иван Бунин с августа 1881 по январь 1886 года: дом Бякина, дом ваятеля кладбищенских памятников, дом его родственницы В. А. Орловой-Петиной, дом А. О. Ростовцевой. Документально подтверждено проживание в доме Ростовцевых и в доме В. А. Петиной. Устное предание подтверждает местонахождение дома Бякиных. Не установлен дом ваятеля. В Государственном архиве Липецкой области хранятся дела Елецкой (государственной) мужской гимназии (фонд 119), где говорится лишь о том, что Бунин жил у мещанки А. О. Ростовцевой (Рождественская улица, Шаров переулок, дом Высотского, № 74). В этом доме он прожил дольше всего, около трех лет.
В начале 1980-х годов, группа ельчан-энтузиастов начала поиск дома Ростовцевой. Были найдены и исследованы архивные документы, изучены планы городской застройки прошлого века, собраны воспоминания современников и старожилов, тщательно проанализированы произведения писателя, в которых он описывает свою жизнь в Ельце. В результате такой кропотливой работы был установлен мещанский дом, в котором в период с 1883 по 1886 годы жил Иван Алексеевич Бунин.
Обычный деревянный дом XIX века с несколькими небольшими комнатами, которые во времена Бунина все были проходные, обнаружился на бывшей Рождественской улице, переименованной в советское время в улицу Горького, и сохранился практически без изменений. Для проведения перепланировки и капитального ремонта дома — будущего музея — потребовался почти год.
Создание музея
Открытию музея предшествовала двадцатилетняя поисковая работа. А впервые мысль о необходимости музея И. А. Бунина в Ельце прозвучала на первой Всесоюзной конференции буниноведов    1968 года, проходившей в Елецком государственном педагогическом институте, где с середины 50-х годов преподавателями на факультете русского языка и литературы серьёзно изучалось всё, связанное с жизнью и творчеством Ивана Алексеевича в елецком крае. Воплотить идею в жизнь удалось спустя долгие годы.
Литературно-мемориальный музей И. А. Бунина появился в Ельце 4 июня 1988 года, став первым шагом в стране к увековечиванию памяти великого русского писателя.

## Экспозиция
Экспозиция музея, повествующая о бытовой и творческой жизни писателя, размещена в восьми небольших комнатах с тематическими выставками, в которых воссозданы старинные интерьеры с обстановкой конца XIX века, причём интерьер двух из них восстановлен таким, каким был при И. Бунине.
Некоторые подлинные предметы были переданы музею британской исследовательницей творчества писателя Милицей Грин, к которой попали бунинский архив и часть его вещей.
В 2009 году в здание музея ночью через окно проникли злоумышленники, которые вынесли 74 имеющих историко-культурную ценность предмета, среди которых оказались и принадлежавшие писателю при жизни: бритва, подсвечники, пенсне, один из двух чемоданов, некоторые рукописи.
Особо ценными в экспозиции являются личные вещи писателя: чемодан, с которым И. Бунин ездил в 1933 году в Стокгольм за получением Нобелевской премии;  очки, подобранные окулистом и купленные И. А. Буниным в Париже; красно-синий карандаш, которым делались пометки при чтении в последние годы жизни.
Благодаря проведению новых исследований по изучению жизни Бунина экспозиция музея постоянно пополняется новыми книгами, старинными фотографиями, копиями разнообразных исторических документов.